# Tang Pui Kwan
Tang Pui Kwan (* 30. Oktober 1999) ist eine Leichtathletin aus Hongkong, die sich auf den Sprint spezialisiert hat.

## Sportliche Laufbahn
Erste internationale Erfahrungen sammelte Tang Pui Kwan im Jahr 2023, als sie bei den Asienmeisterschaften in Bangkok mit 57,56 s in der ersten Runde im 400-Meter-Lauf ausschied und mit der Hongkonger 4-mal-400-Meter-Staffel in 3:46,87 min den vierten Platz belegte. Anschließend kam sie bei den World University Games in Chengdu mit 25,00 s nicht über den Vorlauf über 200 Meter hinaus. 2025 belegte sie bei den Asienmeisterschaften in Gumi in 3:47,80 min den siebten Platz im Staffelbewerb.
2023 wurde Tang Hongkonger Meisterin im 200-Meter-Lauf sowie 2024 über 400 Meter.

## Persönliche Bestleistungen
- 200 Meter: 24,80 s (+0,1 m/s), 2. April 2023 in Hongkong
- 400 Meter: 56,96 s, 12. April 2025 in Hongkong